# Sillago flindersi
Sillago flindersi är en fiskart som beskrevs av Mckay, 1985. Sillago flindersi ingår i släktet Sillago och familjen Sillaginidae. Inga underarter finns listade i Catalogue of Life.